# معجزات المسيح بإقامة الموتى
معجزات المسيح بإقامة الموتى، يعتبرها اللاهوت المسيحي أكبر معجزات لمسيح وأصرحها، وتفيد التأييد الفائق ليسوع من السماء، بوصفه المسيح ابن الله، فضلاً عن قرنه الأقوال بالأفعال، وبرهان على قيامة الموتى في اليوم الأخير. يذكر العهد الجديد، ثلاث روايات لأشخاص أقامهم المسيح من الموت هم ابنة يائير رئيس المجمع، وابن أرملة نائين، ولعازر الذي أقامه المسيح قبيل فترة وجيزة من دخوله القدس، وكان انتشار صيت المعجزة، أحد الدوافع الأساسية في تسريع خطط التآمر عليه.

## الرواية حسب العهد الجديد

### ابنة رئيس المجمع
- إنجيل لوقا 8: 40-56:

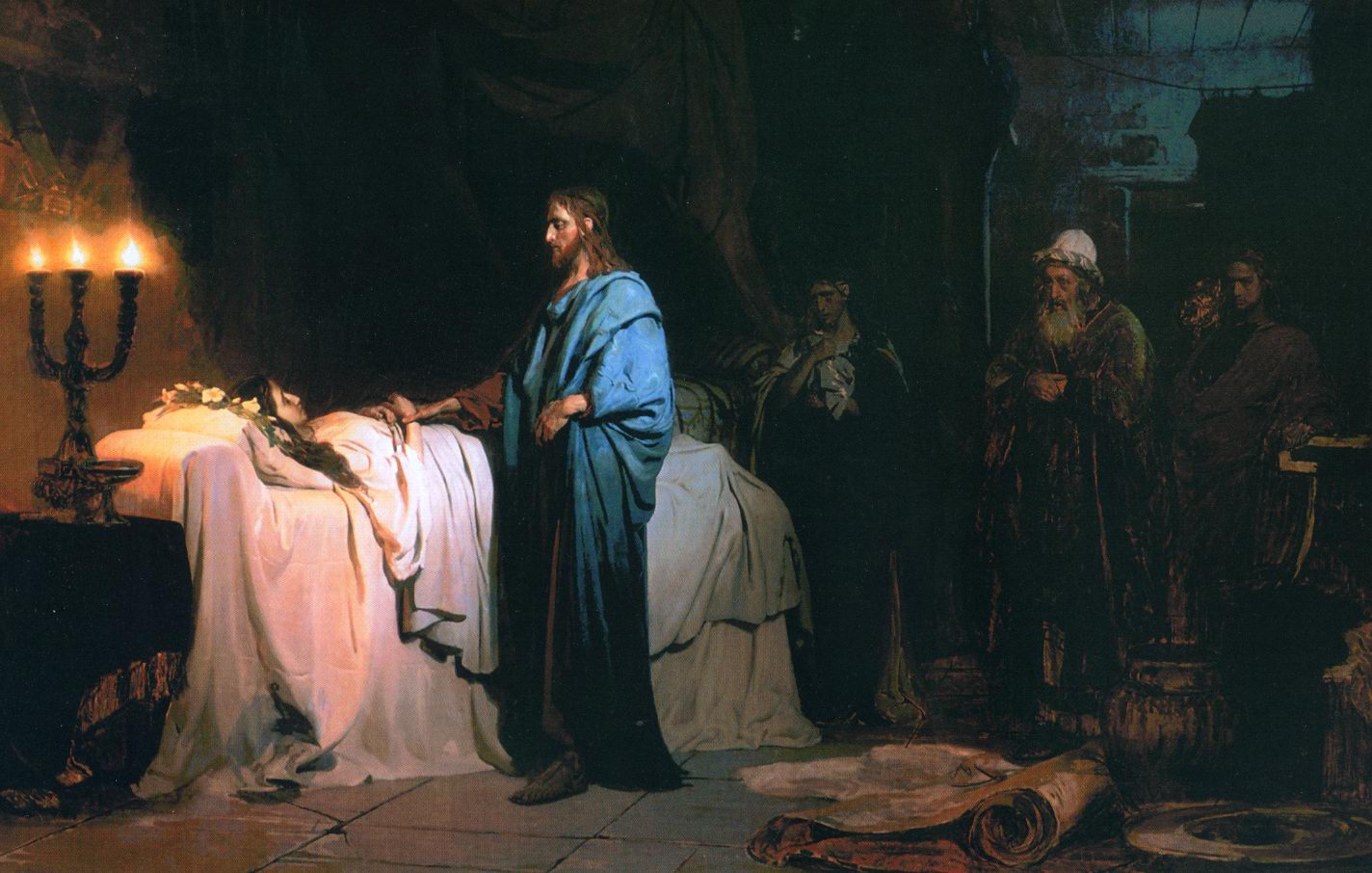
المسيح يقيم ابنة يائير، رئيس المجمع.

لما رجع يسوع، رحب به الجمع لأنهم كانوا كلهم ينتظرونه. وإذا برجل اسمه يائيرس، وهو رئيس المجمع، قد جاء فارتمى على قدمي يسوع، وسأله أن يأتي بيته، لأن له ابنة وحيدة في نحو الثانية عشرة من عمرها، قد أشرفت على الموت. وبينما هو ذاهب، كانت الجموع تزحمه حتى تكاد أن تخنقه. وكانت هناك امرأة منزوفة منذ اثنتي عشرة سنة، وكانت قد أنفقت جميع ما عندها على الأطباء، فلم يستطع أحد منهم أن يشفيها. فدنت من خلف ولمست هدب ردائه، فوقف نزف دمها من وقته. فقال يسوع: «من لمسني؟»، فلما أنكروا كلهم، قال بطرس: «يا معلم، الجموع تزحمك وتضايقك!»؛ فقال يسوع: «قد لمسني أحدهم، لأني شعرت بقوة خرجت مني».
فلما رأت المرأة أن أمرها لم يخف عليه، جاءت راجفة فارتمت على قدميه، وذكرت أمام الشعب كله لماذا لمسته وكيف برئت من وقتها. فقال لها: «يا ابنتي، إيمانك خلصك، فاذهبي بسلام». وبينما هو يتكلم، جاء أحد من عند رئيس المجمع فقال: «ابنتك ماتت، فلا تزعج المعلم»، فسمع يسوع فأجابه: «لا تخف، آمن فحسب تخلص ابنتك». ولما وصل إلى البيت، لم يدع أحدا يدخل معه إلا بطرس ويوحنا ويعقوب وأبا الصبية وأمها. وكان جميع الناس يبكون وينوحون عليها. فقال: «لا تبكوا، لم تمت، إنما هي نائمة». فضحكوا منه، لعلمهم بأنها ماتت. أما هو، فأخذ بيدها، وصاح بها: «يا صبية، قومي!»، فردت الروح إليها وقامت من وقتها، فأمر بأن تطعم. فدهش أبواها، فأوصاهما ألا يخبرا أحدا بما جرى.

### ابن أرملة نائين
- إنجيل لوقا 7: 11-17

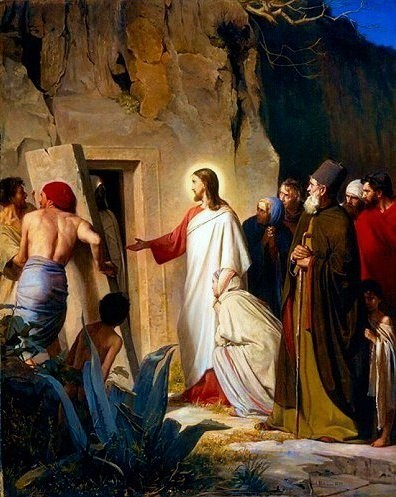
إقامة لعازر، بريشة كارل بلوش، القرن التاسع عشر.

وذهب بعدئذ إلى مدينة يقال لها نائين، وتلاميذه يسيرون معه، وجمع كثير. فلما اقترب من باب المدينة، إذا ميت محمول، وهو ابن وحيد لأمه وهي أرملة. وكان يصحبها جمع كثير من المدينة. فلما رآها الرب أخذته الشفقة عليها، فقال لها: «لا تبكي!»؛ ثم دنا من النعش، فلمسه فوقف حاملوه، فقال: «يا فتى، أقول لك: قم!»، فجلس الميت وأخذ يتكلم، فسلمه إلى أمه. فاستولى الخوف عليهم جميعا فمجدوا الله قائلين: «قام فينا نبي عظيم، وافتقد الله شعبه!». وانتشر هذا الكلام في شأنه، في اليهودية كلها وفي جميع النواحي المجاورة.

### لعازر
- إنجيل يوحنا 11: 17-44:

وقال لهم بعد ذلك: "إنّ صديقنا لعازر راقد، ولكني ذاهب لأوقظه"؛ فقال له تلاميذه: "يا رب، إذا كان راقدًا فسينجو"، وكان يسوع يتكلم على موته، فظنوا أنه يتكلم على رقاد النوم؛ فقال لهم يسوع عندئذ صراحة: "قد مات لعازر، ويسرني، من أجلكم كي تؤمنوا، أني لم أكن هناك. فلنمض إليه!"، فقال توما الذي يقال له التوأم لسائر التلاميذ: فلنمض نحن أيضا لنموت معه!".
فلما وصل يسوع وجد أنه في القبر منذ أربعة أيام، وبيت عنيا قريبة من أورشليم، على نحو خمس عشرة غلوة، فكان كثير من اليهود قد جاؤوا إلى مرتا ومريم يعزونهما عن أخيهما، فلما سمعت مرتا بقدوم يسوع خرجت لاستقباله، في حين أن مريم ظلت جالسة في البيت. فقالت مرتا ليسوع: "يا رب، لو كنت ههنا لما مات أخي. ولكني ما زلت أعلم أن كل ما تسأل الله، فالله يعطيك إياه"، فقال لها يسوع: سيقوم أخوك"، فقالت له مرتا: "أعلم أنه سيقوم في القيامة في اليوم الأخير"، فقال لها يسوع: "أنا القيامة والحياة من آمن بي، وإن مات فسيحيا، وكل من يحيا ويؤمن بي لن يموت أبدًا، أتؤمنين بهذا؟". قالت له: "نعم، يا رب، إني أومن بأنك المسيح ابن الله الآتي إلى العالم"؛ قالت ذلك ثم ذهبت إلى أختها مريم تدعوها، فأسرت إليها: "المعلم ههنا، وهو يدعوك"، وما إن سمعت مريم ذلك حتى قامت على عجل وذهبت إليه، ولم يكن يسوع قد وصل إلى القرية، بل كان حيث استقبلته مرتا.
فلما رأى اليهود الذين كانوا في البيت مع مريم يعزونها أنها قامت على عجل وخرجت، لحقوا بها وهم يظنون أنها ذاهبة إلى القبر لتبكي هناك، فما إن وصلت مريم إلى حيث كان يسوع ورأته، حتى ارتمت على قدميه وقالت له: «يا رب، لو كنت ههنا لما مات أخي»، فلما رآها يسوع تبكي ويبكي معها اليهود الذين رافقوها، جاش صدره واضطربت نفسه، وقال: «أين وضعتموه؟»، قالوا له: «يا رب، تعال فانظر»؛ فدمعت عينا يسوع، فقال اليهود: «انظروا أي محبة كان يحبه»، على أن بعضهم قالوا: «أما كان بإمكان هذا الذي فتح عيني الأعمى أن يردّ الموت عنه؟». فجاش صدر يسوع ثانية وذهب إلى القبر، وكان مغارة وضع على مدخلها حجر، فقال يسوع: «إرفعوا الحجر!»، فقالت له مرتا، أخت الميت: «يا رب، لقد أنتن، فهذا يومه الرابع». قال لها يسوع: «ألم أقل لك إنك إن آمنت ترين مجد الله؟»، فرفعوا الحجر ورفع يسوع عينيه وقال: «شكرًا لك، يا أبت على أنك استجبت لي، وقد علمت أنك تستجيب لي دائمًا أبدًا ولكني قلت هذا من أجل الجمع المحيط بي لكي يؤمنوا أنك أنت أرسلتني»، قال هذا ثم صاح بأعلى صوته: يا لعازر، هلم فاخرج. فخرج الميت مشدود اليدين والرجلين بالعصائب، ملفوف الوجه في منديل. فقال لهم يسوع: «حلوه ودعوه يذهب»، فآمن به كثير من اليهود الذين جاؤوا إلى مريم ورأوا ما صنع.